# Pontonema hackingi
Pontonema hackingi är en rundmaskart som beskrevs av Mawson 1953. Pontonema hackingi ingår i släktet Pontonema och familjen Oncholaimidae. Inga underarter finns listade i Catalogue of Life.